# لي بو رام
لي بو رام (هانغل: 이보람) هي مغنية وممثلة كورية جنوبية. ولدت في 17 فبراير 1987 في سونغنام، كوريا الجنوبية.

## ديسكغرفي

### الفردي
| سنة  | أغنية                                     |
| ---- | ----------------------------------------- |
| 2007 | أول مرة في المركز الأول (처음 그 자리 에) |
| 2013 | رجل ثلج حزين (슬픈 눈사람)                |
| 201  | الذهاب بعيدًا (꺼져 줄래)                  |
| 2014 | دموع الزجاج (술잔 에)                     |

### كفنانين مميزين
| سنة        | أغنية                            | الفنانين                                 |
| ---------- | -------------------------------- | ---------------------------------------- |
| 2012       | "أنا أعلم" (알아요)              | يانجبا (الفذ. بارك سويون ، لي بورام)     |
| 2013       | "الطريقة التي نحبها"             | كيم يونغ جون                             |
| التعاون    |                                  |                                          |
| 2011       | "أنا أكرهك (미워 미워)"          | كيم جريم ، سوك هي (كوحدة طاقة نسائية)    |
| 2012       | "قمر أزرق"                       | اللون وردي ( دافيتشي ، بلاك بيرل ، سييا) |
| 2018       | "آه أجل"                         | دونجسو                                   |
| 2018       | "نصفي"                           | دونجسو                                   |
| تسجيل صوتي |                                  |                                          |
| 2008       | "Red Bean II (홍두 II)"          |                                          |
| 2010       | 우유 보다 커피 (قهوة فوق الحليب) | هيومين ، بارك جي يون                     |
| 2011       | "حتى النهاية"                    | بارك سويون                               |
| 2018       | "يوم واحد"                       |                                          |

## فيلموغرافيا

### مسلسلات تلفزيونية
| السنة | اسم العمل       | الدور      | قناة البث |
| ----- | --------------- | ---------- | --------- |
| 2011  | ملكة جمال ريبلي | جو اون بوم | ام بي سي  |

### المسرحيات الموسيقية
| السنة | عنوان     |
| ----- | --------- |
| 2011  | وقوع حواء |

### عروض متنوعة
| سنة  | اسم العمل         | قناة البث | ملاحظات                                  |
| ---- | ----------------- | --------- | ---------------------------------------- |
| 2017 | ملك المغني القناع | ام بي سي  | المتسابق كـ "فتاة النافورة" (الحلقة 127) |

## روابط خارجية
- لي بو رام على موقع ميوزك برينز (الإنجليزية)